# SŽD-Baureihe КП-4
Die Lokomotiven der Baureihe Кп4 (deutsche Transkription KP4) der Sowjetischen Eisenbahnen (SŽD) waren schmalspurige Dampflokomotiven, die nach dem Mustertyp П24 aus der Lokomotivfabrik Kolomna in verschiedenen Ländern Europas mit unterschiedlichen Bezeichnungen hergestellt wurden. Diese Maschinen aus der Zeit von 1950 bis 1959 stammen von der Lokomotivfabrik Fablok.

## Geschichte
Die Кп4 ist eine schmalspurige Dampflokomotive mit der Achsfolge D und der Spurweite 750 mm, die in der Nachkriegszeit an die Eisenbahnen der UdSSR von der polnischen Firma Fablok in 790 Exemplaren geliefert wurde. Auf der Grundlage des Projektes П24, ausgearbeitet von der Lokomotivfabrik Kolomna, wurden diese Maschinen nicht nur in Polen gefertigt, sondern auch als Reihe КЧ-4 in der Tschechoslowakei, als Reihe KB4 in Ungarn, als Reihe ПТ-4 in Finnland und als Reihe Bп von den Wotkinski Werken.
Diese Lokomotiven sollten den Dampflokbestand bei den Schmalspurbahnen der UdSSR erneuern. Während der Fertigung wurden in der Konstruktion der Lokomotive eine Vielzahl von konstruktiven Änderungen durchgeführt. Sie versahen ihren Dienst, bis sie durch modernere Traktion abgelöst wurden. Die letzte Lokomotive soll bis in die 1970er Jahre im Einsatz gewesen sein. Die meisten Maschinen wurden nach ihrer Ausmusterung verschrottet, einige Fahrzeuge sind als Denkmale, in Museen oder auf Kindereisenbahnen erhalten geblieben.

### China
Schon 1952 wurden 87 mit der Spurweite 762 mm gebaute Lokomotiven an chinesische Industriebahnen geliefert, wo sie wie der spätere Nachbau der PT4 als Baureihe C2 bezeichnet wurden. Weitere Loks der Sowjetunion kamen später noch hinzu.

### Polen
20 Loks wurden nach Polen geliefert und dort bei Werkbahnen verwendet.

## Erhaltene Fahrzeuge

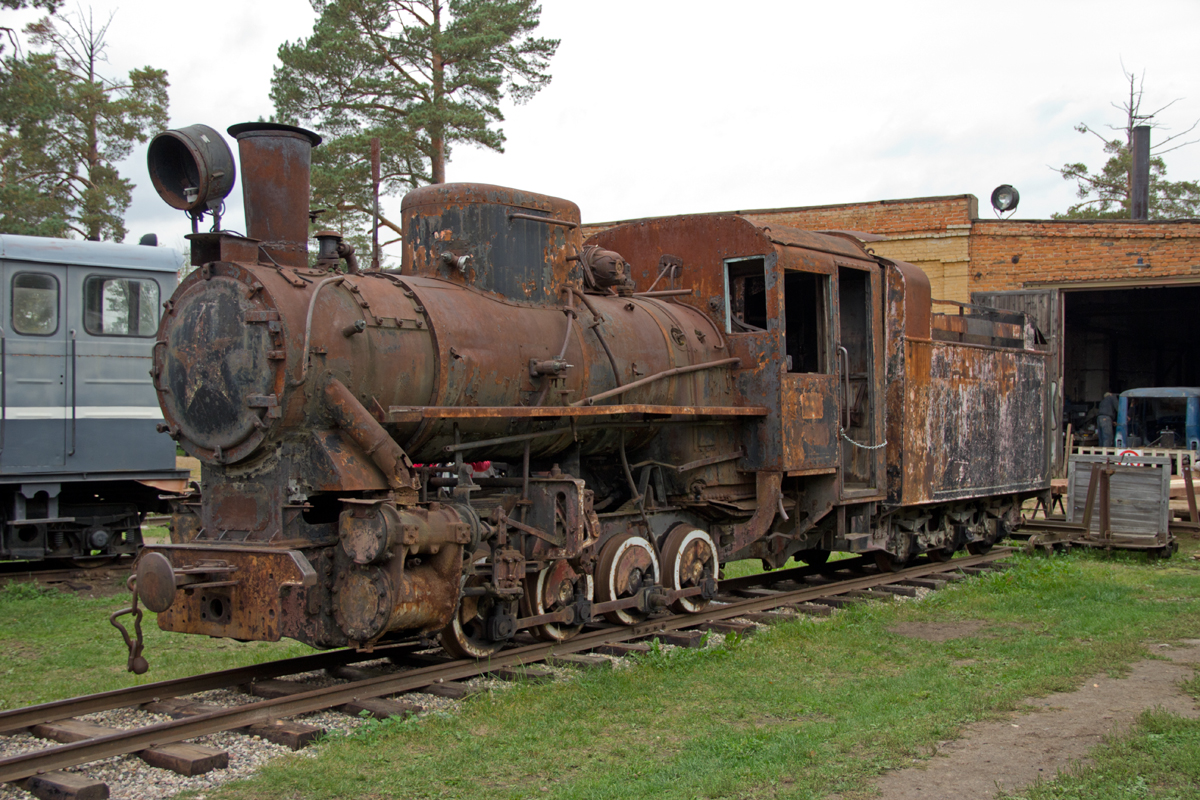
Erhaltene Кп4.300 im Schmalspurbahnmuseum Pereslawl

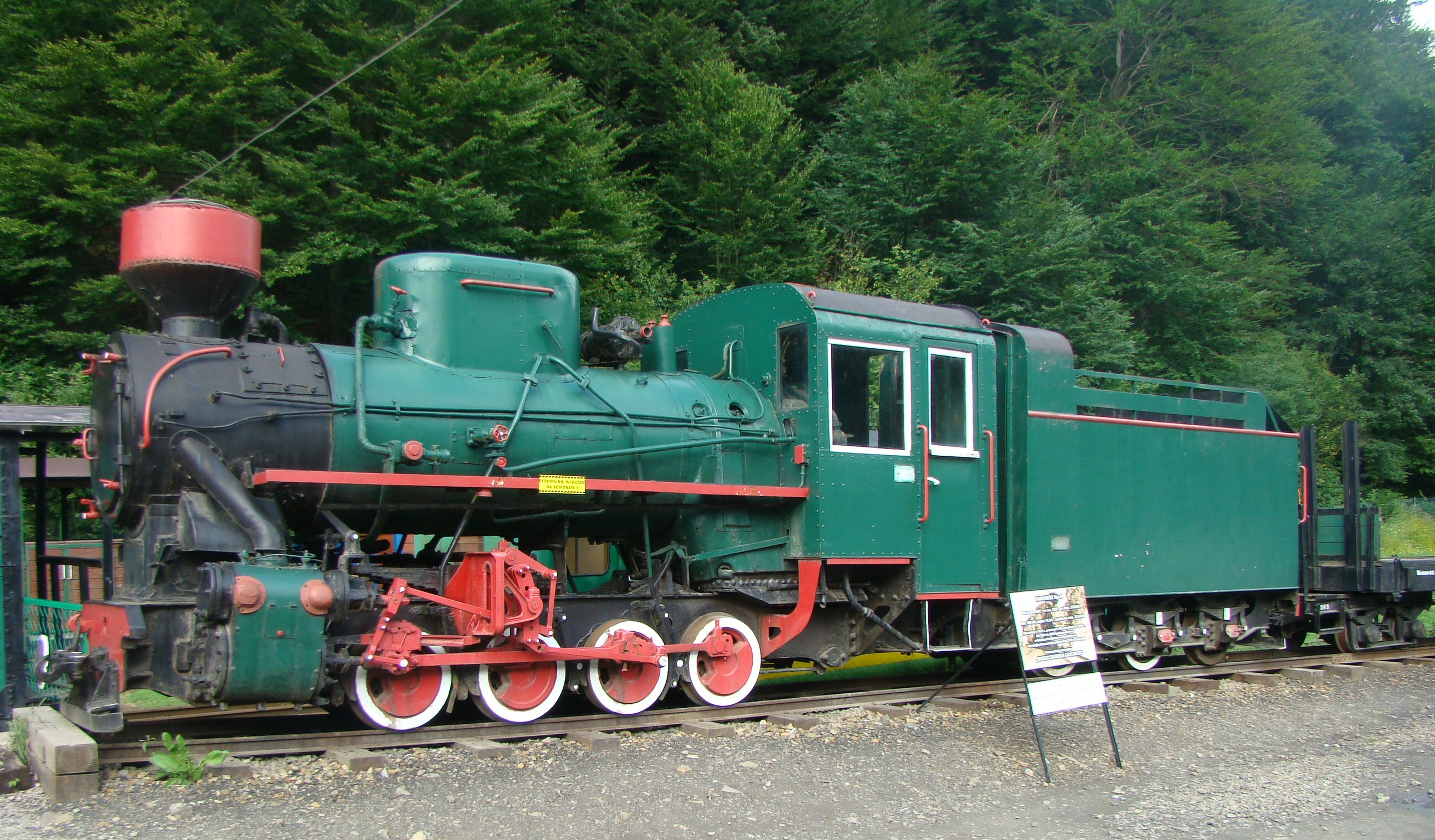
Erhaltene КP4.1257 in Majdan bei der Waldbahn Bieszczady

Die Кп4.447 wurde 1955 bei Fablok gebaut und bis in die 1970er Jahre in Bologoje eingesetzt. Zum Ende der 1980er Jahre wurde sie auf den Denkmalssockel im Werk Bologoje gestellt. Seit dem 1. Juni 2014 wird die Lokomotive auf der Kleinen Oktoberbahn in Sankt Petersburg betrieben, nachdem sie vorher gründlich überholt und in fahrfähigen Zustand versetzt wurde. Dabei wurde die ursprüngliche Ölfeuerung wieder auf Holzfeuerung umgestellt. Sie erhielt den Tender der КЧ-4.332.
Außerdem ist die Кп4-469 im Schmalspurbahnmuseum Pereslawl betriebsfähig erhalten geblieben.
In Polen sind Anfang 2023 sechs Lokomotiven erhalten, und zwar die Kp4-3760 in Sochaczew, die Kp4-3761 in Sochaczew, die Kp4-3772 bei der Waldbahn Bieszczady, die Kp4-1 in Rypin, die Kp4-15346 in Ostrowite (powiat rypiński), und die Kp4-1257 bei der Waldbahn Bieszczady.

## Konstruktion
Die Lokomotive besteht größtenteils aus einer Schweißkonstruktion. Der Blechrahmen ist mit einer Blechstärke von 14 mm ausgeführt. In ihm sind die zweite Achse mit einem seitlichen Spiel von ±5 mm und die dritte Achse ohne Spurkränze gelagert. Die anderen Achsen sind fest gelagert. Das ergibt einen festen Achsstand von 2250 mm und ermöglicht die Lok, einen Kurvenradius von 40 m sicher zu durchfahren.
Der Kessel ist größtenteils in Schweißkonstruktion aufgebaut, genietet sind lediglich einige Details. Der Dampfdom befindet sich mit dem Sandkasten unter einer gemeinsamen Haube aus Blech. Der Kessel hatte einen Dampfüberhitzer Bauart Schmidt. Zur Speisung des Kessels wurde ein Injektor vom Typ AEY 6 mit einer Förderleistung von 120 l/min gewählt.
Die Dampfzylinder sind mit einer Neigung von 2,5° in der Längsachse angebaut und besitzen Kolbenschieber. Sie treiben die dritte Achse an. Die Lokomotive besitzt Heusinger-Steuerung, der Kreuzkopf wird einschienig auf der Gleitbahn geführt. Der Sandstreuer wirkt manuell und sandet die zweite Achse von vorn sowie die dritte von hinten. Die Beleuchtung erfolgt elektrisch mit einem Turbogenerator mit 24 V. Charakteristisch sind die Scheinwerfer mit Reflektor. Die Dampf- sowie die Wurfhebelbremse wirken auf alle Achsen der Lok.
Dwe dreiachsige Tender konnte 5,2 m³ Wasser und 2 t Kohle oder 7 m³ Holz aufnehmen. Die Dampflokomotive ist ferner mit einem Ejektor zur Aufnahme von Wasser aus natürlichen Behältern ausgerüstet.